# Iztok Utroša

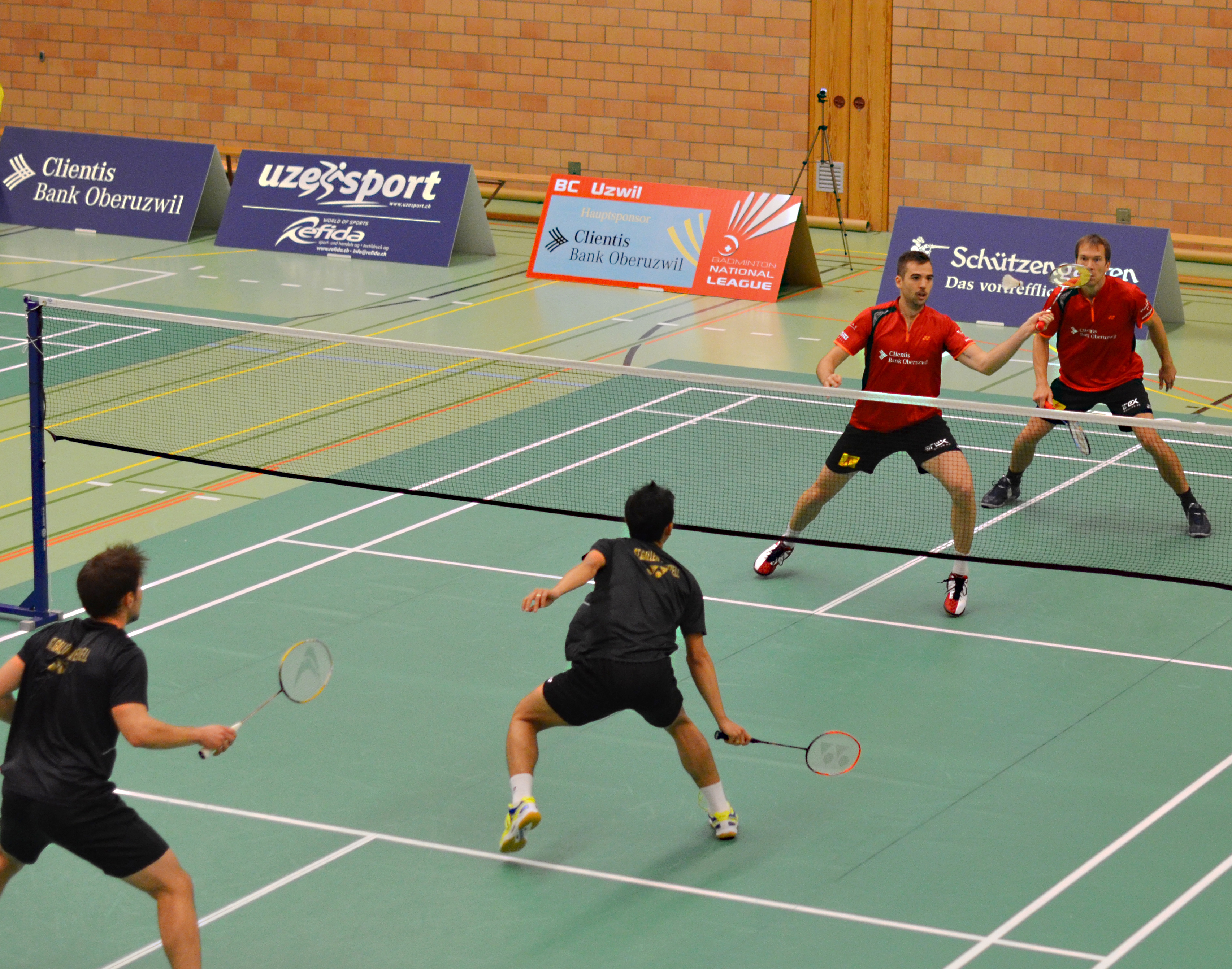
Iztok Utroša (am Netz)

Iztok Utroša (* 1. März 1988) ist ein slowenischer Badmintonspieler. 

## Karriere
Iztok Utroša wurde 2005 slowenischer Juniorenmeister im Herrendoppel. 2009 gewann er seinen ersten nationalen Titel bei den Erwachsenen. Weitere Titelgewinne folgten 2010 und 2012.

## Sportliche Erfolge
| Saison | Veranstaltung                                 | Disziplin    | Platz | Name                       |
| ------ | --------------------------------------------- | ------------ | ----- | -------------------------- |
| 2005   | Slowenien: Einzelmeisterschaften der Junioren | Herrendoppel | 1     | Rok Cinc / Iztok Utroša    |
| 2009   | Slowenien: Einzelmeisterschaften              | Herreneinzel | 1     | Iztok Utroša               |
| 2010   | Slowenien: Einzelmeisterschaften              | Herrendoppel | 1     | Miha Horvat / Iztok Utroša |
| 2012   | Slowenien: Einzelmeisterschaften              | Herrendoppel | 1     | Miha Horvat / Iztok Utroša |
| 2012   | Slovak International                          | Herreneinzel | 1     | Iztok Utroša               |
| 2013   | Slowenien: Einzelmeisterschaften              | Herreneinzel | 1     | Iztok Utroša               |
| 2013   | Slowenien: Einzelmeisterschaften              | Herrendoppel | 1     | Miha Horvat / Iztok Utroša |
| 2014   | Slowenien: Einzelmeisterschaften              | Herreneinzel | 1     | Iztok Utroša               |
| 2014   | Slowenien: Einzelmeisterschaften              | Herrendoppel | 1     | Miha Horvat / Iztok Utroša |
| 2015   | Slowenien: Einzelmeisterschaften              | Herreneinzel | 1     | Iztok Utroša               |
| 2016   | Slowenien: Einzelmeisterschaften              | Herreneinzel | 1     | Iztok Utroša               |
| 2016   | Slowenien: Einzelmeisterschaften              | Herrendoppel | 1     | Miha Horvat / Iztok Utroša |